# Old New Borrowed and Blue
Old New Borrowed and Blue este al patrulea album de studio al trupei Britanice de rock, Slade. A fost lansat pe 15 februarie 1974 și a atins primul loc în topurile din Regatul Unit.

## Tracklist
1. "Just a Little Bit" (Thornton/Bass/Washington/Brown/Thompson) (4:02)
2. "When The Lights Are Out" (Holder/Lea) (3:06)
3. "My Town" (Holder/Lea) (3:08)
4. "Find Yourself a Rainbow" (Holder/Lea) (2:12)
5. "Miles Out to Sea" (Holder/Lea) (3:51)
6. "We're Really Gonna Raise The Roof" (Holder/Lea) (3:09)
7. "Do We Still Do It" (Holder/Lea) (3:05)
8. "How Can It Be" (Holder/Lea) (3:04)
9. "Don't Blame Me" (Holder/Lea) (2:33)
10. "My Friend Stan" (Holder/Lea) (2:42)
11. "Everyday" (Holder/Lea) (3:13)
12. "Good Time Gals" (Holder/Lea) (3:36)

## Single-uri
- "My Friend Stan" (1973)
- "Everyday" (1974)

## Componență
- Noddy Holder - voce, chitară ritmică
- Dave Hill - chitară
- Jim Lea - chitară bas, voce pe "When The Loghts Are Out", pian
- Don Powell - baterie
- Tomy Burton piano pe "Find Yourself A Rainbow"